# Ики-Бухусовское сельское муниципальное образование
Ики-Бухусовское сельское муниципальное образование — сельское поселение в Малодербетовском районе Республике Калмыкия.
Административный центр — посёлок Ики-Бухус.

## География
Ики-Бухусовское СМО расположено в восточной части Малодербетовского района в пределах Сарпинской низменности. СМО граничит на западе — с Малодербетовским СМО, на северо-западе — с Хончнурским СМО, на северо-востоке и востоке — с Астраханской областью, на юге — с Октябрьским районом Калмыкии.

## История
Границы СМО установлены Законом Республики Калмыкия 25 декабря 2002 года № 281-II-З «Об установлении границ территории Ики-Бухусовского сельского муниципального образования Республики Калмыкия».

## Население
| 2002 | 2010 | 2011 | 2012 | 2013 | 2014 | 2015 |
| ---- | ---- | ---- | ---- | ---- | ---- | ---- |
| 636  | ↘630 | →630 | ↘609 | ↘600 | ↘583 | ↘575 |
| 2016 | 2017 | 2018 | 2019 | 2020 | 2021 |      |
| ↘565 | ↘559 | ↘544 | ↘541 | ↘532 | ↘430 |      |

Население СМО (на 01.01.2012) составляет 630 чел. или 6,0 % населения Малодербетовского района, из них 88,6 % населения СМО проживает в посёлке Ики-Бухус.
Из общего количества населения 630 чел. население моложе трудоспособного возраста составляет 110 чел. (15,2 %), в трудоспособном возрасте — 450 чел. (71,4 %), старше трудоспособного возраста — 80 чел. (14,4 %). Соотношение мужчин и женщин составляет, соответственно, 51,1 % и 48,9 % (преобладает мужское население).

### Национальный состав
Национальный состав: калмыки — 92,5 %, русские — 2,7 %, другие национальности — 4,8 %.

## Состав сельского поселения
| № | Населённый пункт | Тип населённого пункта         | Население |
| - | ---------------- | ------------------------------ | --------- |
| 1 | Ики-Бухус        | посёлок,административный центр | ↗559      |
| 2 | Ики-Манлан       | посёлок                        | ↘71       |